# Cantón Samborondón
Samborondón es un cantón de la provincia del Guayas, en la República del Ecuador. Su cabecera cantonal es la ciudad de Samborondón.
El río Guayas se inicia precisamente en el extremo sur del cantón Samborondón, en la parroquia La Puntilla, por la confluencia del río Daule y el río Babahoyo. 
Consta de una parroquia rural, Tarifa, y dos urbanas, La Puntilla, conocido por su población de clase media-alta y alta, además de la gran cantidad de centros comerciales ubicados en la zona; y la cabecera cantonal Samborondón, una localidad rural dedicada principalmente a la siembra de arroz, producción de leche y actividades ganaderas; casi todas las familias de la costa ecuatoriana han utilizado los objetos de barro, confeccionados por las manos hábiles de los Samborondeños y que tanta fama tuvieron.
Samborondón es considerada parte de la Conurbación de Guayaquil-Duran-Milagro-Salitre-Daule-Nobol-Samborondon y de la zona de planificación número 8 del INEC que en su totalidad cuentan con 3.273.205 y 2.654.274 habitantes, respectivamente.

## Historia
Samborondón estaba anexado a la jurisdicción de Guayaquil y en el año de 1777 se establece como parroquia hasta que logró la cantonización en 1955. Formó parte del cantón Guayaquil, con una población de 5.000 habitantes con 495 viviendas en cuya construcción se empleaba generalmente la madera y la caña, algunas tenían paredes de zinc y otras de quincha, los techos en su mayoría eran de zinc y de teja, otras eran de paja u hojas de bijao, los portales tenían pisos de madera y caña.
En el año de 1694 este pueblo contaba con una capilla religiosa y una campana de bronce con el nombre de Samborondón y en los actuales momentos esta campana reposa en el Museo Municipal de la ciudad de Guayaquil.
Los medios de transporte que se utilizaban eran grandes balsas estas eran impulsadas por velas y remos, también se utilizaban balandras y canoas. Años después aparecieron los barcos a vapor cuyo combustible era la leña, luego vinieron las lanchas con motores a petróleo y gasolina.
Antiguamente estuvo poblado por tribus pertenecientes a los Huancavilcas y hasta 1826 tenía su Alcalde de Indios, el mismo que se encargaba a lo referente a los indios que todavía vivían allí. Durante la dominación española Samborondón era parroquia de Guayaquil.
Como los Samborondeños tuvieron destacada actuación en época de la Independencia, fue declarado cantón en 1822; pero cuando el país se separó de la Gran Colombia, pasó a formar parte del cantón Guayaquil, como parroquia.
Sucre estableció su Cuartel General en Samborondón. Cuando todavía no había carreteras, las embarcaciones tenían como punto de partida a la localidad, lo que permitía el desarrollo de sus actividades comerciales y agrícolas.
El verdadero gestor y propulsor de la cantonización de Samborondón fue el coronel José Lino López Romero, su premisa fundamental era defender los caros intereses de su pueblo, también involucró a prestantes ciudadanos pertenecientes a Samborondón y de la ciudad de Guayaquil.
Los primeros esfuerzos para lograr la cantonización se dieron por el señor Juan José Avilés Morla, quien formó el primer comité pro cantonización de Samborondón en 1929, 1943 y 1945, pero después de haber transcurrido 8 años el coronel José Lino López Romero, quien desempeñaba el cargo de Jefe del Cuerpo de Bomberos de Samborondón, esto es en el año de 1953, comprendiendo que era un imperativo reiniciar la lucha con nuevos bríos y estrategias, tomó la iniciativa de emprender nuevamente las gestiones que habían quedado suspendidas desde 1945, hasta lograr esta vez lograr la anhelada categoría de cantón y el recinto Tarifa pasó a ser parroquia del cantón Samborondón.
En lo que respecta al alumbrado público se hacía anteriormente con el uso de linternas y faroles provisto en su interior de velas o lámparas de queroseno. Pero en 1932 se instaló la primera planta eléctrica dando un servicio de 6 de la tarde hasta las 12 de la noche, quedando la población sumida en completa oscuridad. En 1956 el horario del servicio diario de electricidad era de 12 horas diarias, esto era de 6 de la tarde hasta las 6 de la mañana. En los años de 1972 se instalaron los primeros medidores eléctricos domiciliarios para establecer el control de consumos y cobro de tarifas de acuerdo de este. Pero en los años de 1976 siguiendo un nuevo diseño se efectuó el tendido de una línea de 69 kW. suministrándose el fluido eléctrico desde los controles térmicos de Guayaquil.
Las primeras elecciones cantonales se dieron el 22 de enero de 1956 para elegir a los concejales que debían integrar el primer cabildo del nuevo cantón.
Efectuado los escrutinios resultó triunfador las listas 4 de Concentración de Fuerzas Populares (CFP), que obtuvo 4 puestos, y 3 puestos para la Listas 2 del Partido Liberal.
En referente al abastecimiento de agua que consumían los pobladores de Samborondón, para beber y para diversos usos domésticos era agua de los ríos acarreado desde la orilla por los aguadores, que lo hacían utilizando pequeños barriles de madera o tachos de lata, lo hacían al hombro o a lomo de burro, para vender a domicilios.
Pero en el año de 1969 comenzaron los trabajos de perforación del pozo para abastecimiento de agua potable y alcantarillado bajo la dirección del personal especializado del IEOS.
En el año de 1973 del 3 de junio, se construye un sistema de emergencia que consistía en el tendido de una tubería de distribución a lo largo de la calle 24 de mayo, instalándose algunas piletas donde se abastecían provisionalmente los pobladores hasta que se puso en funcionamiento el sistema general.

### Fundación e independencia
La fecha de fundación de Samborondón es el 24 de mayo de 1776. La fecha de independencia de Samborondón es el 10 de octubre de 1820

### Cantonización
La fecha de cantonización es el 31 de octubre de 1955.

## Geografía

### Parroquias
- Samborondón (urbana)
- La Puntilla (urbana satélite)
- Tarifa (rural)

### Límites
Al norte: Parte de la provincia de Los Ríos y el cantón Salitre.
Al sur: Con la línea que partiendo desde el punto denominado Buijo, hacia el occidente y hasta el sitio conocido con el nombre de Palo de Jabón.
Al oeste: Parte del cantón Daule, desde el punto Palo de Jabón hacia el Norte, el estero de Los Capones, río de Los Tintos y Paula León.
Al este: El cantón Yaguachi separando por el río Babahoyo, siguiendo su curso hacia el norte, desde el punto Buijo hasta la boca del río Yaguachi, por el curso de este hasta el estero de Capachos, y desde aquí en línea recta hasta la Angélica, Boca de Nauza. Estos límites están determinados por la Municipalidad del cantón Guayaquil.

### Superficie
Posee una superficie de 252 kilómetros cuadrados y tiene la forma geométrica de un rectángulo. Cuenta con una población de 100.000 habitantes, su cabecera cantonal tiene el mismo nombre, sus parroquias son: Tarifa (rural) y La Puntilla (urbana), cuenta con 120 recintos.

### Clima
Su clima posee dos estaciones: una seca y otra lluviosa, las que duran unos seis meses cada una. Su temperatura es templada y oscila entre los 30 y 32 grados en temperatura invernal y de 22 a 25 grados en época de verano.

## Economía

### Recursos
El poder económico se basa en la agricultura y ganadería. Sus habitantes en un alto porcentaje viven de la siembra y cosecha de gramíneas, siendo el recurso más importante el arroz. Otra de las actividades productivas, gracias a los ríos, es la pesca de agua dulce. Así tenemos la preferida corvina, dicas, bagre, bocachico, además de gran cantidad de camarones.

## Tradiciones
El albazo se realiza el día 16 de julio.
El pregón de las festividades octubrinas.
Las fiestas patronales el 26 de julio.
Caminata del Viernes Santo.
Galleras y Criadores; Desde que nacen, los gallos de pelea son entrenados por asentistas. Reciben vacunación, alimentación y cuidados especiales, cumpliendo normas internacionales para que puedan estar aptos para los combates.
Un gallo de pelea está equipado con espuelas de carey, de plástico, hueso de pescado o de acero. En las lidias los asistentes apuestan dinero por su gallo preferido.
La famosa frase ‘palabra de gallero’ es utilizada entre los montuvios del litoral para describir que su palabra es una ley; mucho más si de apuestas o compromisos de juego se trata. Esta frase nació dentro de los coliseos gallísticos donde dos gladiadores (gallos de pelea) se enfrentan en condiciones iguales.
Las peleas de gallos son parte de la tradición de las familias samborondeñas. Las lides se realizan regularmente los sábados y domingos, cada dos semanas. Los aficionados suelen realizar apuestas.6
Folclore; Una costumbre samborondeña que se funde con otras, al convertir los trajes en originales lienzos con pinturas de paisajes, caballos o piezas de alfarería dando a conocer la diversa cultura del cantón.
En este cantón los bailes folclóricos destacan en los eventos cívicos o patronales, incluso en las celebraciones más sencillas en los recintos y barrios.6
Pesca; Una actividad importante en la que se han dedicado una gran parte de habitantes de este cantón, labor la cual tienen como medio de subsistencia.
Estos pescadores que se proveen sus propios equipos para esta actividad, a diario salen a pescar en sus canoas listos para la caza de diferentes especies, en estos ríos podemos encontrar: la corvina, el bocachico, las viejas, las tilapias, el bagre, las lisas, el robalo, el ciego, el barbudo, las dicas, el sábalo, el guanchiche, el bío, el ratón, la guajica, y los camarones de agua dulce reconocidos por su destacable sabor.6
Ecuestre; Los jinetes y caballos son parte de la historia y del orgullo montuvio, protagonistas de eventos celebrados por las fiestas patronales y de cantonización de Samborondón.
Desde octubre de 2015, Samborondón fue declarada por la Organización Mundial de Turismo (OMTE) como la Capital Ecuestre del Ecuador por su tradición caballista y el impulso constante a la crianza responsable. Las actividades ecuestres del cantón son un importante motor para la promoción turística local; el cual alberga rodeos, cabalgatas y carreras de caballos criollos.10
Cabalgatas; Las Cabalgatas son organizados en el recinto y la cabecera cantonal como tradición, en donde reúne a amantes de los caballos y la equitación de la zona. Ofrecen la oportunidad de disfrutar de la naturaleza y el paisaje del cantón mientras se monta a caballo. Durante las cabalgatas, los participantes montan en los caballos y recorren diferentes rutas y senderos en los alrededores de Samborondón.6
Alfarería; Samborondón posee una de las mejores alfarerías del Ecuador. En sencillos talleres en Ciudad Samborondón, los alfareros moldean el barro con las manos para crear diversas piezas como vasijas, ollas, cazuelas y floreros.6
Astilleros; Desde la época colonial, Samborondón ha tenido un astillero donde expertos canoeros trabajaban la madera para construir embarcaciones rápidas. Debido a su ubicación junto a numerosos ríos y esteros, el arte de construir canoas era una actividad importante para los artesanos locales, ya que estas embarcaciones eran esenciales para llevar a cabo tareas diarias en las zonas ribereñas y viajar a poblaciones distantes para comerciar. Hoy en día, las canoas están equipadas con motores fuera de borda y se utilizan principalmente para el transporte de pasajeros, así como para la agricultura y la pesca.6

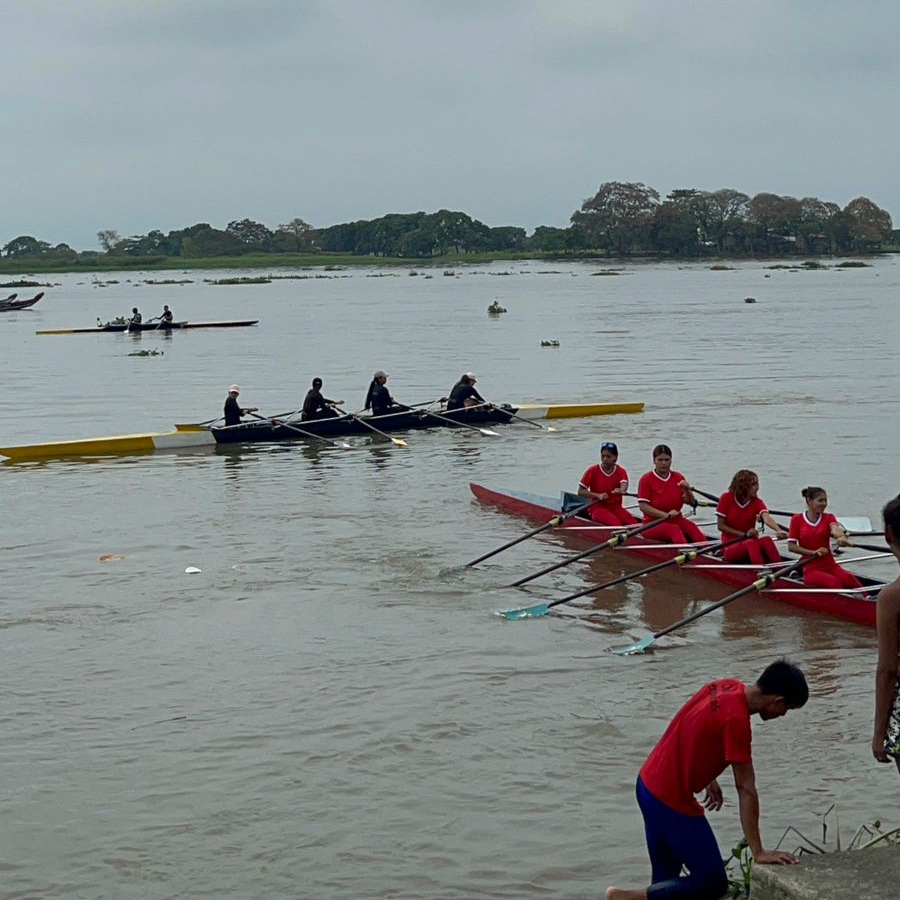
Competencias De Remo (regatas).

Competencias de remo; Samborondón está asociada a la Asociación Provincial de remo del Guayas la cual trabaja para fomentar el desarrollo y crecimiento de los deportistas. En el cantón se realizan las competencias de remo para sus fiestas en julio y octubre, donde participan niños desde los 12 hasta 18 años en modalidades doble par y cuádruple par, vienen desde Durán, Guayaquil, Salitre, Salinas y Posorja.
A Samborondón se lo conoce como productor de arroz, las personas entendidas en la materia dicen que es el de mejor calidad que se produce en el país.
También tenemos las ricas roscas y dulces que inclusive éstas son llevadas hacia el extranjero por su gran sabor.
Contamos con los ríos Vinces, Babahoyo y Los Tintos que atraviesan nuestra jurisdicción por la diversidad de las especies que sirven de alimento a gran parte de los hogares Samborondeños.
Teorías sobre origen de nombre de Samborondón
Según un estudio realizado por el Padre Luis Arias, el nombre del cantón ya era conocido antes de 1650 en los tiempos de la colonia, según reza en las actas del cabildo colonial de Guayaquil.
El padre Arias explica que este paraje, pertenecía a un acaudalado capitán de los ejércitos de su majestad español de Guayaquil, llamado don Fermín de Asaín, que tenía a su cargo un fiel esclavillo de toda su confianza.
Este esclavillo negro tenía por nombre Bartolomé Samborondón y su prole parece se extinguió, pero allá por 1655 se desarrolló en esta zona por los que fue conocido por los Samborondón, quedando este recuerdo para la posteridad.
Bartolomé fue bautizado con el nombre de Santo de los Marinos en Aprietos. Finalmente surge una última hipótesis que indica que Samborondón tiene su origen en dos palabras Sambo por el origen racial del criado Bartolomé, un esclavo negro o indio nativo de Guayaquil y Rendón su apellido.

## Turismo
El cantón Samborondón cuenta con numerosos lugares y actividades turísticas que destacan su rica cultura y tradición. En la parroquia urbana Samborondón destacan los siguientes atractivos turísticos: 

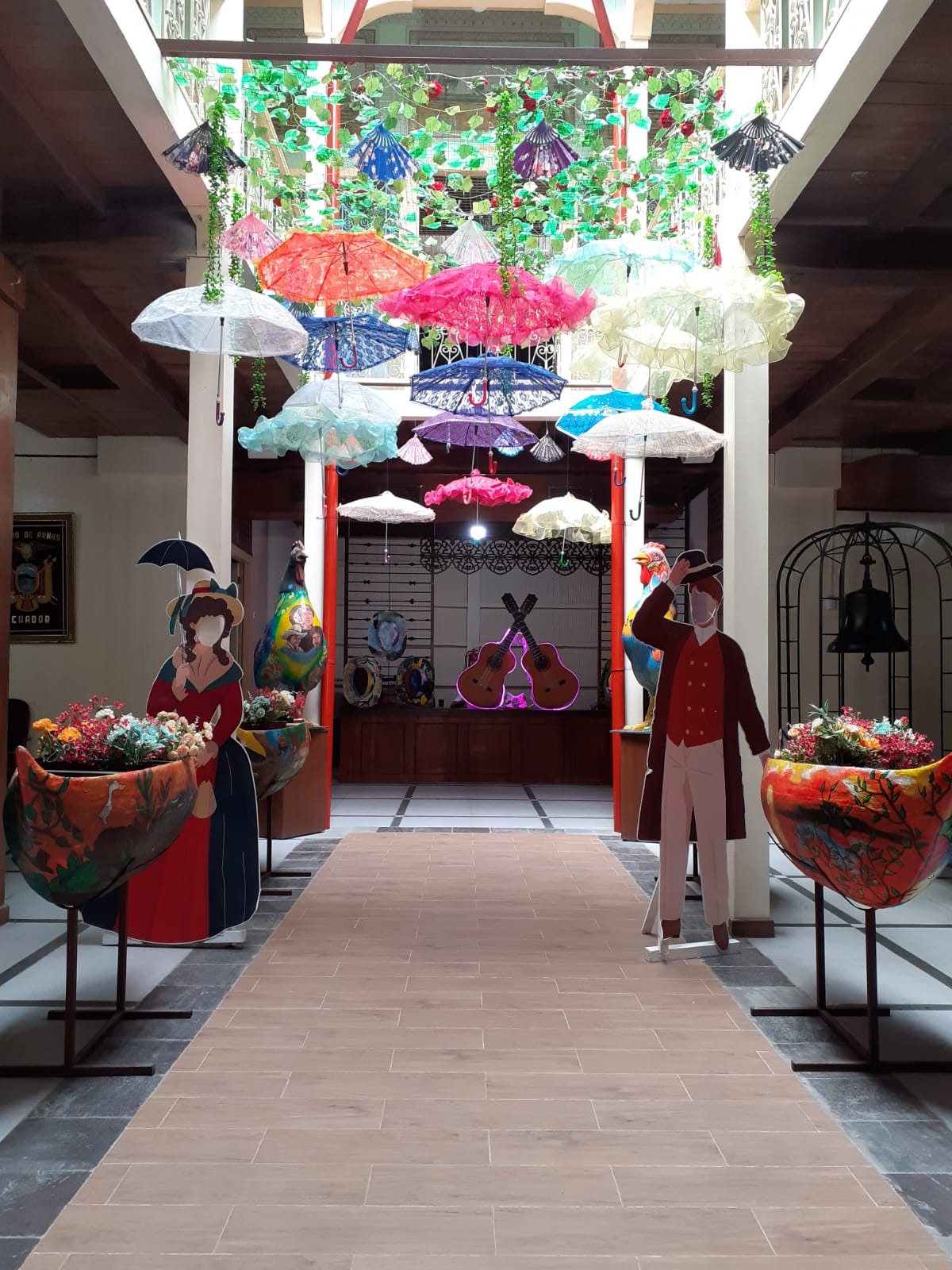
Casa museo Samborondón

Antiguo Palacio Municipal o Casa Museo; Ingresar al antiguo palacio municipal de Samborondón es trasladarse a otro tiempo. Las escaleras de madera, balcones de inicio del siglo XX y los murales pintados con paisajes propios de los alrededores, hacen que el visitante viva las tradiciones. 
Es considerada la casa más antigua de Samborondón, construida en el año 1911 por el Sr. Francisco Jiménez Viteri, y declarada patrimonio cultural del cantón en 1996. 
Esta antigua y majestuosa edificación se ubica frente al parque central Calixto Romero y la iglesia Santa Ana, que luce una fachada cuidadosamente remodelada con trazos de antaño.7
Malecón de Samborondón; Es un lugar recreativo para pasar en familia que consta de monumentos, parques, piscina, terraza gastronómica y una playa artificial.9  
Monumento Cívico a los gestores y primer cabildo de Samborondón; monumento que representa la promulgación del registro oficial el 31 de octubre de 1955 firmado por el Dr. José María Velasco Ibarra presidente de la República del Ecuador. Consta de las esculturas del Sr. Miguel E Yúnez, el coronel José Lino López Romero y la Sra. María Chang Vera.  

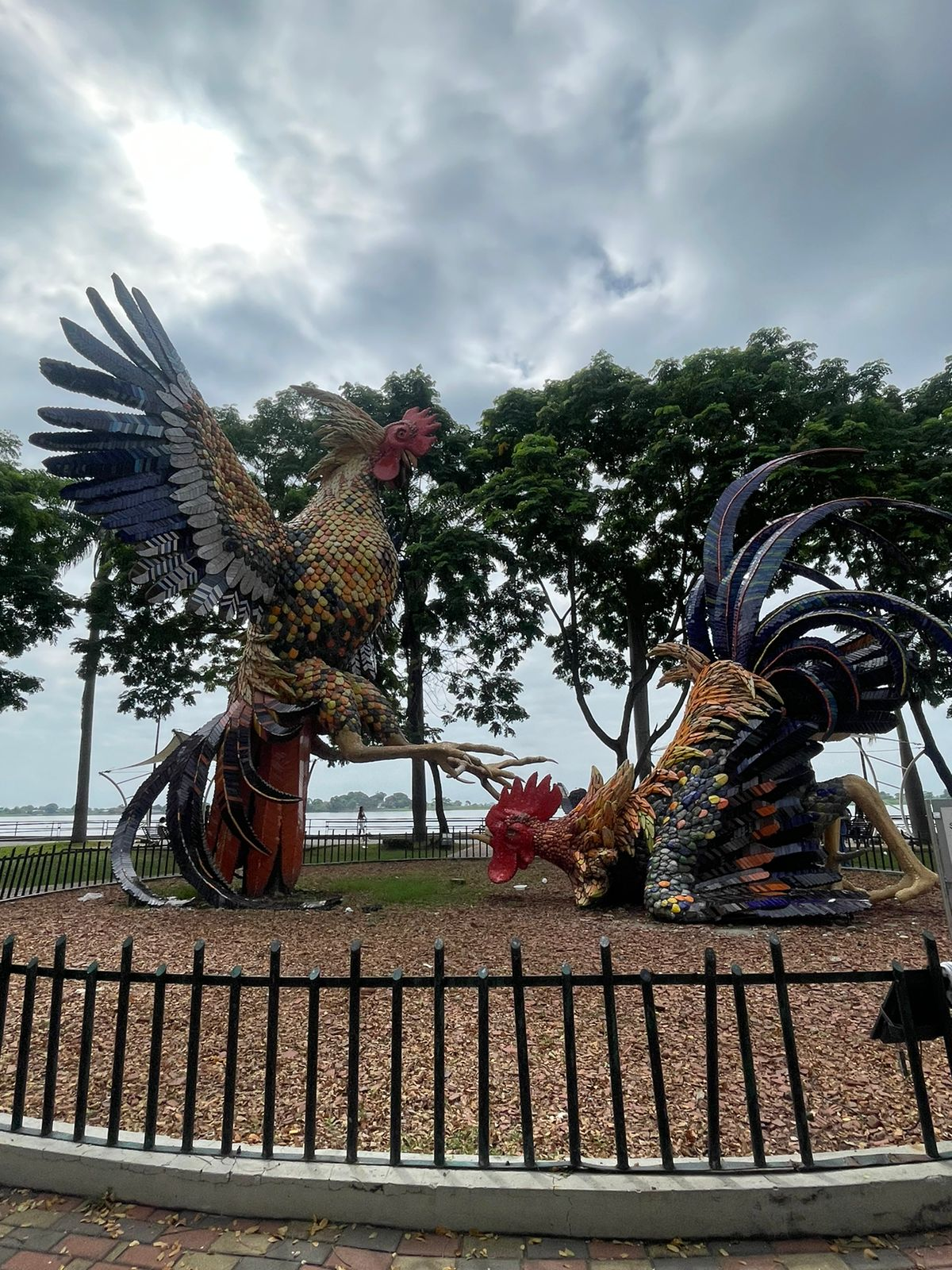
Monumento a la pelea de gallos.

El monumento está ubicado en el malecón de Samborondón.
Escultura Pelea de Gallos; La escena de dos gallos en plena pelea ha sido plasmada en un monumento ubicado en el malecón de Samborondón.
La vistosa y colorida obra de alrededor de ocho metros de altura fue terminada a fines de diciembre pasado y se muestra como nuevo atractivo turístico.9
Parque de la Madre; En el parque se adecuó un área de juegos infantiles, áreas para realizar ejercicio físico, lo que se completa con el cerramiento perimetral, jardines, bancas y otros trabajos.9
 
Playa El Encanto; Ahora Samborondón tiene su propia playa, se trata de la playa de agua dulce El Encanto, ubicada junto a la terraza gastronómica en el malecón de Samborondón.9
Terraza gastronómica de Samborondón; es un patio de comida al aire libre ubicado en el malecón de Samborondón. Donde se puede disfrutar de la gastronomía típica del cantón, con platillos como; el seco de pato elaborado con chicha de jora, la fritada, tortillas de verde con camarón, y ayampaco, dulces como; rosquitas, caracoles, suspiros, cocadas y yoyitos, además de bebidas naturales y cocteles.9
Por otro lado, en la parroquia urbana La Puntilla, destacan los siguientes atractivos turísticos: 

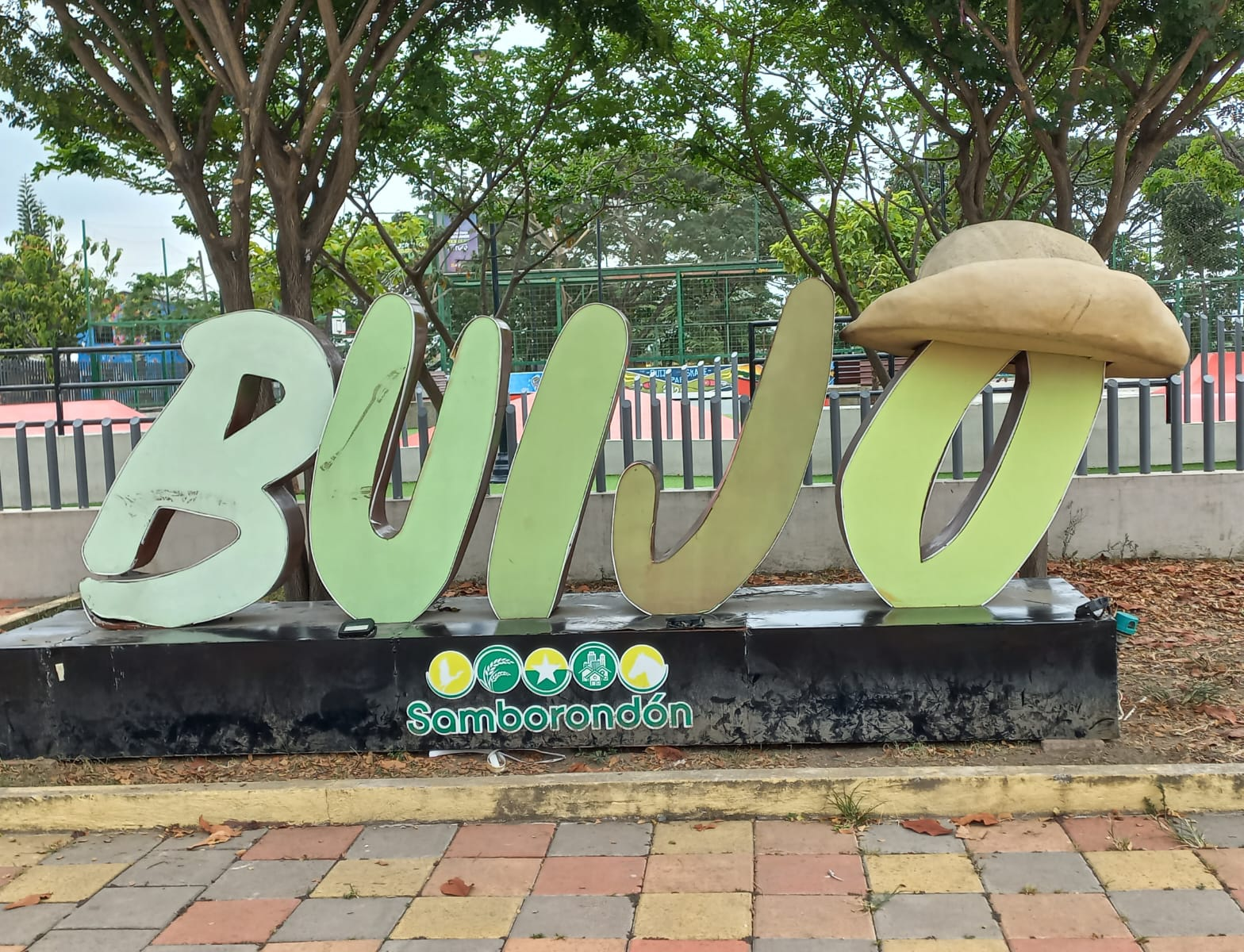
Letras Buijo Histórico

Malecón de Buijo Histórico; El Malecón cuenta con un monumento de Simón Bolívar que representa la firma del tratado de Buijo, un hecho histórico importante que da por terminado las negociaciones diplomáticas y militares entre ambos bandos, frustrando el anhelo de Perú de adueñarse del territorio de la cuenca del Guayas. 
Además, consta con proyectos como el Bona Terra Samborondón que trata de ferias de artesanías, productos agroecológicos, emprendimientos sostenibles y gastronomía saludable. Cuenta con su skate park, murales realistas, calles con alegorías temáticas, y arreglo de su cancha de uso múltiples. Se encuentra ubicado en Urb. la Marina, Samborondón.9
Buijo Skate park; está ubicado en el malecón de Buijo histórico, es una área construida específicamente para la práctica del skateboarding. 
Terraza gastronómica Buijo histórico; es un patio de comida al aire libre ubicado dentro del malecón Buijo histórico, donde se puede degustar una variedad de comida nacional e internacional.9

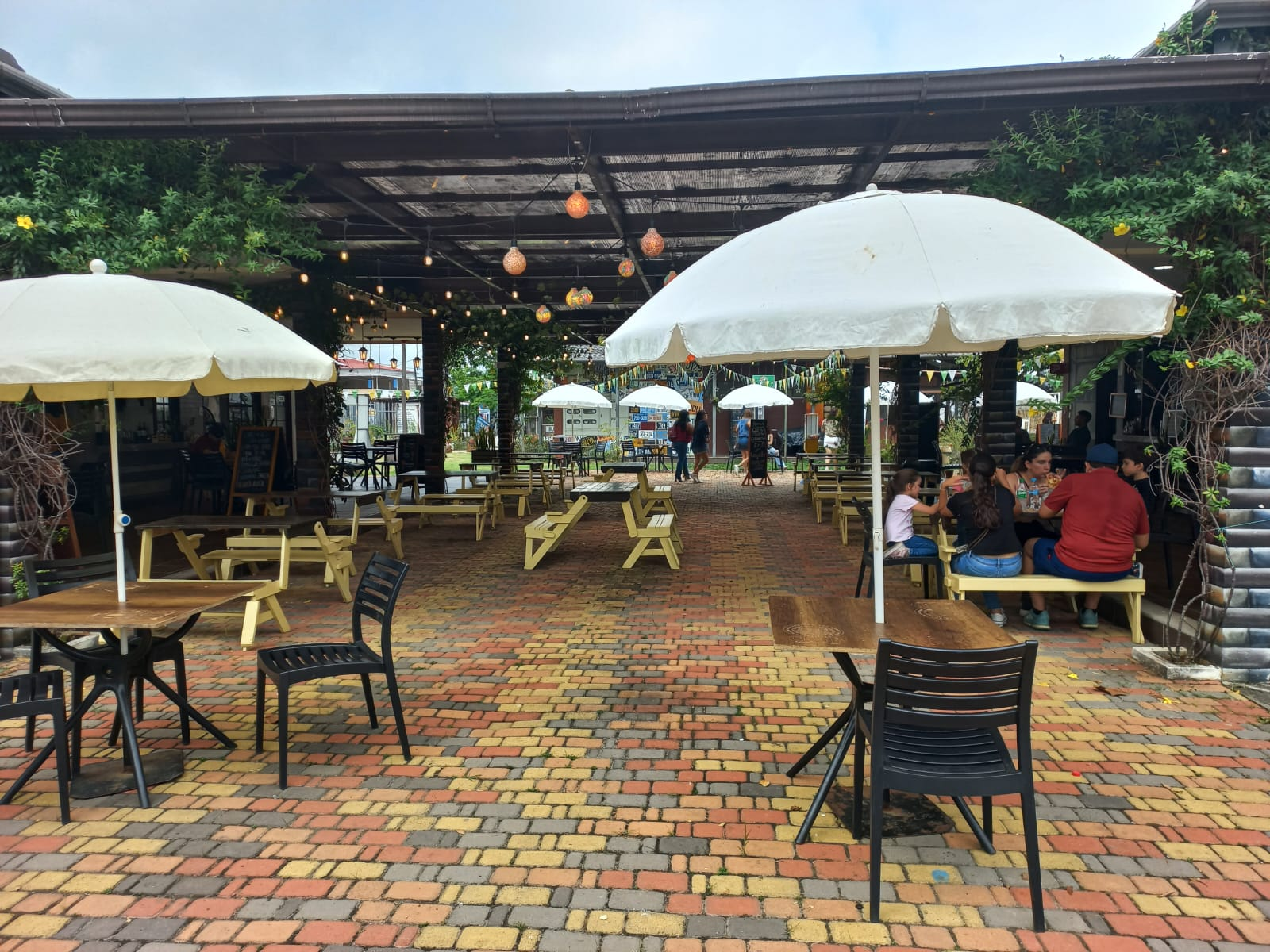
Terraza gastronómica Buijo Histórico

Sector pintoresco Buijo; el Buijo histórico es un sector importante en la historia de la independencia. Estas tierras fueron un cuartel establecido por el libertador Simón Bolívar. Por lo que todo el sector consta de calles y casas coloridas que dan vida al lugar.9
Teatro Sánchez Aguilar; Tuvo su apertura en 2012 y es considerado un espacio cultural orientado a la creación artística. Dispone de diversos espectáculos nacionales e internacionales en las áreas de la música, danza, teatro y arte circenses.8
El parque histórico Guayaquil; Es un programa cultural, medioambiental, educativo, recreativo y turístico ambientado en 1763 con las antiguas tradiciones y costumbres de la antigua Provincia de Guayaquil. 
Considerado un museo estilo de vida donde se pueden vivir procesos culturales de la región, desde la “tierra del mullu” hasta la “provincia del cacao”.8
Museo de presidentes UEES; El museo consta de objetos y documentos audiovisuales de los expresidentes del Ecuador lo que permite sentir de primera mano la cotidianidad del ejercicio del cargo más importante y de mayor rango en nuestro país.8  
Además, Samborondón consta de otras actividades turísticas como los festivales gastronómicos que se realizan el último domingo de cada mes en el municipio de Samborondón. Los paseos en canoas que se realizan de lunes a domingos, las cabalgatas que se realizan para las fiestas patronales y de independencia, las carreras de caballos en el Hipódromo Miguel Salemn Dibo que se realizan todos los domingos, los rodeos montubio, y las celebraciones religiosas que se realizan en el Santuario de Schoenstatt Ciudad Celeste y en la parroquia Santa Ana.7  

## Símbolos

### La bandera
La Bandera de Samborondón está formada de dos franjas horizontales iguales:
La superior: Amarillo claro, que representa las glorias del Cantón.
La inferior: Verde esmeralda, que significa la exuberante agricultura de sus amplios campos.
Una estrella blanca en su parte central entre ambos colores, cuyo significado es la Parroquia Civil de Tarifa, que en ese entonces era la única parroquia de Samborondón.
El autor de este símbolo fue el historiador Monseñor Luis Arias Altamirano, en el año 1963.

### El escudo
El Escudo de este libérimo Cantón, se oficializó mediante la Ordenanza expedida por el ilustre Consejo Cantonal de Samborondón, el 20 de octubre de 1977. Dicha Ordenanza fue debidamente sancionada y legalmente promulgada el 24 y 27 de octubre del mismo año, respectivamente.
Este majestuoso símbolo luce de la siguiente manera:
El óvalo está formado por dos ramas de laurel que significan las glorias y victorias alcanzadas por los héroes samborondeños.
En la parte central luce un límpido cielo azul, que cubre este terruño, representado por el cerro de Samborondón que se yergue como vigía de la grandeza del Cantón. El Cuerno de la abundancia de cuya boca fluyen las espigas de arroz que representan la extraordinaria economía del Cantón. El Río, cuyas aguas contribuyen a la fertilización del suelo. Un ejemplar de ganado vacuno simboliza la riqueza ganadera de la jurisdicción, y las tres piezas de barro: Olla, Cántaro y Plato representan la original y auténtica alfarería, actividad tradicional de su gente.
En la parte superior un arco con los colores amarillo, azul y rojo de la Bandera Nacional, en cuyo centro el Sol de Octubre, el mismo que lleva inscrita la fecha clásica de la Cantonización, 31 de octubre de 1955.
En la parte inferior del óvalo una cinta celeste que se entrecruza en el centro del mismo.
Este noble emblema fue creado bajo la inspiración del connotado artista samborondeño el señor Carlos Demetrio López Jiménez en el año 1955.